# NH Hotel Group
NH Hotel Group (NH pour Navarra Hoteles) est une entreprise espagnole cotée à l'Ibex 35. Son siège est à Madrid en Espagne.

## Histoire
Le groupe est fondé par Antonio Catalan Diaz en 1978.
En 2016, NH Hotel Group occupe la dixième place du classement européen des hôtels, selon le cabinet de conseil en hôtellerie Hospitality ON. Le groupe est à la tête de 400 hôtels, soit plus de 60 000 chambres dans 22 pays d’Europe, d’Amérique latine et d’Afrique.
Le groupe a notamment racheté et rouvert en 2014 le mythique hôtel Capri à La Havane, initialement ouvert peu avant la révolution cubaine,.

### nhow
En 2007, NH développe un nouveau concept d'hôtels, « nhow », avec une décoration contemporaine basée sur l'art et le design,. Le premier établissement ouvre à Milan, puis Berlin trois ans plus tard, suivi de Rotterdam puis Londres. Par la suite, ouvre un 4 étoiles à Marseille ; le groupe garde d'autres projets en France, ainsi qu'à Bruxelles, Rome, ou Francfort. La plupart des lieux sont d'anciens établissement du groupe rénovés et modifiés suivant le concept,,, et chacun garde un style et une décoration en adéquation avec le lieu où il se trouve.

## Activité
- Division hôtels : gestion et l'exploitation de chaînes hôtelières sous les marques NH Hoteles, NH Collection, Hesperia Resorts et Nhow.
- Division immobilier :  activités liées à la gestion d'actifs

## Principaux actionnaires
Au 24 janvier 2020:
| Minor International               | 94,1% |
| DWS Investment                    | 2,56% |
| Dimensional Fund Advisors         | 2,19% |
| Henderson Global Investors        | 2,12% |
| Norges Bank Investment Management | 1,76% |
| Caixabank Asset Management        | 1,34% |
| Fidelity Management & Research    | 1,14% |
| DWS Investments                   | 1,14% |
| Numeric Investors                 | 1,07% |
| Santander Asset Management        | 1,00% |